# AMJ13
AMJ13是用於乳癌研究的永生人類乳癌細胞系，最初在2013年從一名70歲的伊拉克女性乳癌患者的原發性腫瘤中分離出來，該患者曾接受過右側乳房切除術，但沒有任何遺傳性疾病或慢性疾病。

## 特徵
AMJ13細胞呈現多極上皮樣細胞形狀，大多數細胞具有核多態性和多細胞核。AMJ13細胞系因染色體斷裂和易位而導致其具有非常複雜的核型，並且具有結構上的異常之處，產生未知來源的標記染色體；同時兩個重要受體雌激素受體和孕酮受體的表達缺失、抑癌基因Her/neu2的表達弱、對BRCA1/2呈陽性及對波形蛋白呈強陽性。雌激素受體、孕酮受體和HER-neu2的表達狀態均會影響乳癌治療進度，因為它們提供治療和預後信息，並且預測對內分泌治療的反應。同時又有研究指出AMJ13細胞依賴着成纖維細胞生長因子（FGF）作為生長因子，甚至在晚期傳代過程中，它已轉變成完全依賴FGF作為生長因子。
通過掃描電子顯微鏡進行的測量顯示，AMJ13細胞的平均長度為73.8μm，平均寬度為33μm，平均核直徑為11.1μm，並且微絨毛的長度為0.792μm至5.98μm。

## 外部連結
- Cellosaurus entry for AMJ13（页面存档备份，存于）